# The American Dream
The American Dream es un álbum del grupo estadounidense Walls of Jericho.
Tras el EP The Redemption, la larga duración The American Dream es el segundo disco realizado el 2008. Candace Kucsulain (una de las pocas mujeres cantantes de metalcore) y el resto de la tripulación ya tenían un semi-estructurado concepto del álbum al juntarse.
Este álbum habla acerca de la fe y política, y la forma en que logra hacer daños a la sociedad.

## Lista de temas
1. "II. The Prey" – 2:40
2. "The American Dream" – 3:16
3. "Feeding Frenzy" – 3:53
4. "I. The Hunter" – 2:18
5. "Famous Last Words" – 1:45
6. "A Long Walk Home" – 3:16
7. "III. Shock Of The Century" – 2:44
8. "Discovery Of Jones" – 4:14
9. "Standing On Paper Stilts" – 2:32
10. "Night Of A Thousand Torches" – 2:59
11. "The Slaughter Begins" – 3:39